# Chonburi FC
Maillots
Actualités
Le Chonburi Football Club (en thaï : สโมสรฟุตบอลชลบุรี), plus couramment abrégé en Chonburi FC, est un club thaïlandais de football fondé en 1997 et basé dans la ville de Chonburi.

## Palmarès
| \| - Championnat de Thaïlande (1) : - Champion : 2007. - Coupe de Thaïlande (1) : - Vainqueur : 2010. \| \| - Kor Royal Cup (2) : - Vainqueur : 2008 et 2009. \| |  |                                                   |
| - Championnat de Thaïlande (1) : - Champion : 2007. - Coupe de Thaïlande (1) : - Vainqueur : 2010.                                                               |  | - Kor Royal Cup (2) : - Vainqueur : 2008 et 2009. |

## Personnalités du club

### Présidents
- Wittaya Khunpluem

### Entraîneurs
| - Witthaya Laohakul 2004–2006 - Jadet Meelarp 2007–2008 - Kiatisuk Senamuang 2009 - Jadet Meelarp 2010–2011 - Witthaya Laohakul 2011–2013 - Masahiro Wada 2014 |  | - Jadet Meelarp 2015 - Therdsak Chaiman 2016–2017 - Goran Barjaktarević (de) 2018 - Jukkapant Punpee 2018–2019 - Sasom Pobprasert 2019–2023 - Makoto Teguramori 2023 - Witthaya Laohakul 2023–2024 - Pipob On-Mo 2024 - Thawatchai Damrong-Ongtrakul 2024–2025 - Teerasak Po-on 2025– |

### Ancien joueurs
- Kafoumba Coulibaly
- Geoffrey Doumeng